# București Turism
București Turism este o companie hotelieră din România, care deține hotelul Radisson Blu din București.
Titlurile București Turism se tranzacționează la categoria de bază a pieței Rasdaq, la secțiunea XMBS, sub simbolul BUTU.
Acționarul majoritar al companiei este Bea Hotels Eastern Europe BV, care deține 76,83% din titlurile societății.
SIF Transilvania are o participație de 11,29%.
Compania București Turism deține, pe lângă Radisson Blu, Aparthotel și Elite Apartments
Cifra de afaceri:
- 2009: 23,4 milioane euro[1]
- 2008: 57 milioane lei[4][5]